# Homalosorus pycnocarpus
Homalosorus pycnocarpus là một loài dương xỉ trong họ Diplaziopsidaceae. Loài này được Small mô tả khoa học đầu tiên năm 1935.
Danh pháp khoa học của loài này chưa được làm sáng tỏ. 